# Sanagasta megye
Sanagasta egy megye Argentína északnyugati részén, La Rioja tartományban. Székhelye Villa Sanagasta.

## Népesség
A megye népessége a közelmúltban a következőképpen változott:
| Év   | Lakosság |
| ---- | -------- |
| 2001 | 2152     |
| 2010 | 2345     |